# 疣鹦嘴鱼
疣鹦嘴鱼（学名：Scarus oedema）为鹦嘴鱼科鹦嘴鱼属的鱼类，俗名疣鹦哥鱼。分布于中西太平洋、台湾岛等。该物种的模式产地在琉球群岛、琉球群岛群岛。